# Código 10 (programa de televisión)
Código 10 es un programa de televisión español presentado por los periodistas de sucesos Nacho Abad y David Aleman. El programa fue estrenado el 18 de abril del 2023 en Cuatro.

## Formato
Código 10 abordará cada semana varios casos complementados con reportajes de una destacada factura visual al más puro estilo true crime, con reconstrucciones de los hechos de acabado cinematográfico, imágenes de archivo intercaladas, testimonios inéditos de implicados y testigos presentados, con una cuidada calidad documental. 
Reputados expertos en criminología, ciencia forense, psiquiatría y psicología, así como representantes de cuerpos policiales y abogados, serán colaboradores habituales de Código 10 para analizar cada caso en profundidad, contextualizando cómo ocurrieron los hechos y resaltando los puntos sin resolver que podrían dar un vuelco a las investigaciones. Cuando la actualidad lo requiera, el programa también ofrecerá entrevistas en plató y establecerá conexiones en directo con los lugares en los que se han producido los hechos.

## Equipo del programa

### Presentadores
| Presentadores | Información              | Logo de Telecinco | Logo de Telecinco |
| Presentadores | Información              | 2023              | 2024              |
| ------------- | ------------------------ | ----------------- | ----------------- |
| David Aleman  | Periodista               |                   |                   |
| Nacho Abad    | Periodista y criminólogo |                   |                   |

### Colaboradores
| Colaboradores     | Información               | Logo de Telecinco | Logo de Telecinco |
| Colaboradores     | Información               | 2023              | 2024              |
| ----------------- | ------------------------- | ----------------- | ----------------- |
| José Miguel Gaona | Médico forense y escritor |                   |                   |
| Carlos Segarra    | Policía nacional          |                   |                   |
| Bárbara Royo      | Abogada                   |                   |                   |
| Mónica G. Álvarez | Periodista                |                   |                   |
| María Jamardo     | Periodista                |                   |                   |
| Borja Méndez      | Periodista                |                   |                   |
| Neus Sala         | Periodista                |                   |                   |

## Temporadas y audiencias
| Temporada | Temporada | Programas | Estreno                 | Final                | Audiencia media | Audiencia media | Audiencia media |
| Temporada | Temporada | Programas | Estreno                 | Final                | Espectadores    | Cuota           |                 |
| --------- | --------- | --------- | ----------------------- | -------------------- | --------------- | --------------- | --------------- |
|           | 1         | 20        | 18 de abril de 2023     | 29 de agosto de 2023 | 405 000         | 5,5%            |                 |
|           | 2         | 51        | 5 de septiembre de 2023 | 27 de agosto de 2024 | 413 000         | 6,5%            |                 |
|           | 3         | -         | 3 de septiembre de 2024 | 26 de agosto de 2025 | 408 000*        | 6,1%*           |                 |
|           | 4         | -         | 2 de septiembre de 2025 | -                    | -               | -               |                 |

### Temporada 1 (2023)
| 1  | 18 de abril de 2023  | 479 000 (5,4%) |
| 2  | 25 de abril de 2023  | 380 000 (4,3%) |
| 3  | 2 de mayo de 2023    | 315 000 (3,6%) |
| 4  | 9 de mayo de 2023    | 314 000 (3,7%) |
| 5  | 16 de mayo de 2023   | 335 000 (3,9%) |
| 6  | 23 de mayo de 2023   | 403 000 (4,6%) |
| 7  | 30 de mayo de 2023   | 380 000 (4,4%) |
| 8  | 6 de junio de 2023   | 326 000 (3,8%) |
| 9  | 13 de junio de 2023  | 398 000 (4,6%) |
| 10 | 20 de junio de 2023  | 445 000 (5,5%) |
| 11 | 27 de junio de 2023  | 364 000 (4,6%) |
| 12 | 4 de julio de 2023   | 468 000 (6,3%) |
| 13 | 11 de julio de 2023  | 388 000 (5,6%) |
| 14 | 18 de julio de 2023  | 365 000 (5,2%) |
| 15 | 25 de julio de 2023  | 371 000 (5,8%) |
| 16 | 1 de agosto de 2023  | 395 000 (6,3%) |
| 17 | 8 de agosto de 2023  | 514 000 (8,4%) |
| 18 | 15 de agosto de 2023 | 378 000 (6,8%) |
| 19 | 22 de agosto de 2023 | 540 000 (8,9%) |
| 20 | 29 de agosto de 2023 | 536 000 (8,5%) |

### Temporada 2 (2023-2024)
| 21 | 5 de septiembre de 2023  | 458 000 (7,2%) |
| 22 | 12 de septiembre de 2023 | 437 000 (6,6%) |
| 23 | 19 de septiembre de 2023 | 290 000 (4,7%) |
| 24 | 26 de septiembre de 2023 | 306 000 (4,8%) |
| 25 | 3 de octubre de 2023     | 368 000 (6,0%) |
| 26 | 10 de octubre de 2023    | 366 000 (5,9%) |
| 27 | 17 de octubre de 2023    | 524 000 (7,9%) |
| 28 | 24 de octubre de 2023    | 391 000 (6,2%) |
| 29 | 31 de octubre de 2023    | 432 000 (6,7%) |
| 30 | 7 de noviembre de 2023   | 473 000 (7,4%) |
| 31 | 14 de noviembre de 2023  | 473 000 (7,3%) |
| 32 | 21 de noviembre de 2023  | 463 000 (7,0%) |
| 33 | 28 de noviembre de 2023  | 409 000 (6,1%) |
| 34 | 5 de diciembre de 2023   | 644 000 (8,8%) |
| 35 | 12 de diciembre de 2023  | 436 000 (6,4%) |
| 36 | 19 de diciembre de 2023  | 430 000 (6,6%) |
| 37 | 26 de diciembre de 2023  | 457 000 (6,6%) |
| 38 | 2 de enero de 2024       | 526 000 (7,5%) |
| 39 | 9 de enero de 2024       | 482 000 (7,0%) |
| 40 | 16 de enero de 2024      | 500 000 (7,5%) |
| 41 | 23 de enero de 2024      | 547 000 (8,3%) |
| 42 | 30 de enero de 2024      | 442 000 (6,7%) |
| 43 | 6 de febrero de 2024     | 470 000 (6,8%) |
| 44 | 13 de febrero de 2024    | 461 000 (6,6%) |
| 45 | 20 de febrero de 2024    | 357 000 (5,5%) |
| 46 | 27 de febrero de 2024    | 415 000 (5,8%) |
| 47 | 5 de marzo de 2024       | 439 000 (6,4%) |
| 48 | 12 de marzo de 2024      | 426 000 (6,4%) |
| 49 | 19 de marzo de 2024      | 421 000 (6,5%) |
| 50 | 26 de marzo de 2024      | 309 000 (4,7%) |
| 51 | 2 de abril de 2024       | 320 000 (4,5%) |
| 52 | 9 de abril de 2024       | 372 000 (5,4%) |
| 53 | 16 de abril de 2024      | 363 000 (5,5%) |
| 54 | 23 de abril de 2024      | 447 000 (7,0%) |
| 55 | 30 de abril de 2024      | 450 000 (6,0%) |
| 56 | 7 de mayo de 2024        | 371 000 (5,4%) |
| 57 | 14 de mayo de 2024       | 361 000 (5,5%) |
| 58 | 21 de mayo de 2024       | 338 000 (5,0%) |
| 59 | 28 de mayo de 2024       | 405 000 (6,0%) |
| 60 | 4 de junio de 2024       | 442 000 (7,1%) |
| 61 | 11 de junio de 2024      | 347 000 (5,4%) |
| 62 | 18 de junio de 2024      | 393 000 (5,8%) |
| 63 | 25 de junio de 2024      | 395 000 (6,0%) |
| 64 | 2 de julio de 2024       | 273 000 (4,2%) |
| 65 | 9 de julio de 2024       | 357 000 (4,9%) |
| 66 | 16 de julio de 2024      | 314 000 (5,1%) |
| 67 | 23 de julio de 2024      | 362 000 (6,2%) |
| 68 | 30 de julio de 2024      | 479 000 (8,2%) |
| 69 | 6 de agosto de 2024      | 402 000 (7,5%) |
| 70 | 13 de agosto de 2024     | 375 000 (7,1%) |
| 71 | 20 de agosto de 2024     | 365 000 (6,5%) |
| 72 | 27 de agosto de 2024     | 478 000 (7,5%) |

### Temporada 3 (2024-2025)
| 73  | 3 de septiembre de 2024  | 459 000 (7,2%)  |
| 74  | 10 de septiembre de 2024 | 314 000 (4,7%)  |
| 75  | 17 de septiembre de 2024 | 497 000 (7,5%)  |
| 76  | 24 de septiembre de 2024 | 453 000 (6,5%)  |
| 77  | 1 de octubre de 2024     | 492 000 (7,3%)  |
| 78  | 8 de octubre de 2024     | 383 000 (5,8%)  |
| 79  | 15 de octubre de 2024    | 367 000 (5,3%)  |
| 80  | 22 de octubre de 2024    | 411 000 (6,1%)  |
| 81  | 29 de octubre de 2024    | 458 000 (6,6%)  |
| 82  | 5 de noviembre de 2024   | 446 000 (6,4%)  |
| 83  | 12 de noviembre de 2024  | 498 000 (7,8%)  |
| 84  | 19 de noviembre de 2024  | 408 000 (6,3%)  |
| 85  | 26 de noviembre de 2024  | 385 000 (5,9%)  |
| 86  | 3 de diciembre de 2024   | 365 000 (5,5%)  |
| 87  | 10 de diciembre de 2024  | 396 000 (6,0%)  |
| 88  | 17 de diciembre de 2024  | 368 000 (5,7%)  |
| 89  | 7 de enero de 2025       | 398 000 (5,8%)  |
| 90  | 14 de enero de 2025      | 431 000 (6,7%)  |
| 91  | 21 de enero de 2025      | 370 000 (5,8%)  |
| 92  | 28 de enero de 2025      | 410 000 (6,0%)  |
| 93  | 4 de febrero de 2025     | 500 000 (7,9%)  |
| 94  | 11 de febrero de 2025    | 367 000 (5,8%)  |
| 95  | 18 de febrero de 2025    | 438 000 (7,1%)  |
| 96  | 25 de febrero de 2025    | 347 000 (5,0%)  |
| 97  | 4 de marzo de 2025       | 343 000 (5,3%)  |
| 98  | 11 de marzo de 2025      | 313 000 (4,8%)  |
| 99  | 18 de marzo de 2025      | 428 000 (6,2%)  |
| 100 | 25 de marzo de 2025      | 358 000 (5,5%)  |
| 101 | 1 de abril de 2025       | 352 000 (4,7%)  |
| 102 | 8 de abril de 2025       | 386 000 (5,7%)  |
| 103 | 15 de abril de 2025      | 342 000 (5,1%)  |
| 104 | 22 de abril de 2025      | 350 000 (5,2%)  |
| 105 | 29 de abril de 2025      | 437 000 (6,8%)  |
| 106 | 6 de mayo de 2025        | 398 000 (5,7%)  |
| 107 | 13 de mayo de 2025       | 410 000 (6,3%)  |
| 108 | 20 de mayo de 2025       | 505 000 (7,5%)  |
| 109 | 27 de mayo de 2025       | 462 000 (6,7%)  |
| 110 | 3 de junio de 2025       | 406 000 (6,1%)  |
| 111 | 10 de junio de 2025      | 386 000 (5,9%)  |
| 112 | 17 de junio de 2025      | 339 000 (5,0%)  |
| 113 | 24 de junio de 2025      | 548 000 (9,1%)  |
| 114 | 1 de julio de 2025       | 623 000 (10,3%) |
| 115 | 8 de julio de 2025       | 466 000 (7,9%)  |
| 116 | 15 de julio de 2025      | 498 000 (8,2%)  |
| 117 | 22 de julio de 2025      | 405 000 (6,9%)  |
| 118 | 29 de julio de 2025      | 441 000 (7,4%)  |
| 119 | 5 de agosto de 2025      | 364 000 (6,5%)  |
| 120 | 12 de agosto de 2025     | 288 000 (5,5%)  |
| 121 | 19 de agosto de 2025     | 327 000 (5,8%)  |
| 122 | 26 de agosto de 2025     |                 |

### Temporada 4 (2025-2026)
| 123 | 2 de septiembre de 2025 |  |

#### Especiales
| Programas emitidos | Programas emitidos        | Programas emitidos    | Programas emitidos | Programas emitidos |
| N.º                | Título                    | Fecha de emisión      | Audiencia          |                    |
| ------------------ | ------------------------- | --------------------- | ------------------ | ------------------ |
| 1                  | Declaración Jenni Hermoso | 9 de octubre de 2023  | 740 000 (7,9%)     |                    |
| 2                  | Mujeres investigadoras    | 14 de febrero de 2024 | 676 000 (5,1%)     |                    |
| 3                  | El gran apagón            | 28 de abril de 2025   | 630 000 (9,3%)     |                    |

## Premios
- Antena de Oro (2024).